# Blechroneromia peyrierasi
Blechroneromia peyrierasi là một loài bướm đêm trong họ Geometridae.